# Шведская эмиграция в США
В ходе шведской эмиграции в Соединённые Штаты в XIX и в нач. XX вв., Швецию покинуло около 1,3 млн. шведов. Основными побудительными мотивами для переселенцев стали доступность свободных земель на Среднем Западе (на территории от Иллинойса до Монтаны), их высокое качество и низкая стоимость, а также достойная оплата труда на заводах и фабриках Чикаго, Миннеаполиса и многих более мелких городов. Америка отличалась от Европы низкими налогами и отсутствием государственной церкви и монархии. Внутри Швеции факторами, способствовавшими эмиграции, стали рост народонаселения и неурожаи в стране. Специфика данного процесса (т.н. «цепная миграция») заключалась в том, что эмигранты-«первопроходцы» снабжали полезной информацией и рекомендациями (нередко и деньгами на переезд) своих родных и друзей в Швеции.
Пик шведской эмиграции пришёлся на период 1870-1900 гг. Согласно переписи населения США 1890 года, число американцев шведского происхождения достигало 800.000 чел. Большинство иммигрантов становились классическими «пионерами прерий», расчищая и культивируя земли Великих Равнин, в то время как другие оседали в городах, в первую очередь, в Чикаго. Одинокие девушки, прибывшие из шведской провинции, нередко нанимались горничными. Многие «состоявшиеся» американцы шведского происхождения, посетившие родину в конце XIX века, в своих рассказах описывали различия в обычаях и нравах двух культур. Некоторые возвращались в Швецию с намерением провести здесь остаток дней, но меняли свои планы, столкнувшись с непривычными им порядками, которые вновь прибывшие принимали за «высокомерие аристократии», «грубость и невежество рабочего класса», дискриминацию женщин.
После спада в 1890-х, эмиграция вновь стала набирать обороты, породив тревожные настроения в шведском обществе. В 1907 г. в Швеции на коалиционной основе была учреждена Парламентская комиссия по вопросам эмиграции. Комиссия рекомендовала проведение социально-экономических реформ, чтобы уменьшить отток населения, «переняв у Америки всё лучшее». Вскоре началась реализация основных предложений комиссии, таких как всеобщее избирательное право (для мужчин), улучшение жилищных условий населения, развитие экономики, народного образования. Влияние принятых мер на эмиграцию оценить довольно сложно, поскольку уже через год после публикации последнего тома с отчётами комиссии началась Первая мировая (1914–1918), уменьшив «выездной поток» до размеров «ручейка». С середины 1920-х гг. массовая эмиграция из Швеции сошла на нет.

## Предыстория: Шведско-Американская мечта
В 1638 году шведская Южная компания основала на р. Делавэр колонию, назвав её Новая Швеция. Небольшое, недавно основанное поселение в пору своего подъёма насчитывало не более 600 шведских и финских колонистов (Финляндия в то время являлась частью Швеции). В 1655 году колония была уступлена голландцам и вошла в состав их владения Новые Нидерланды. Тем не менее, потомки первых колонистов сохраняли свой язык до конца XX века. В память о Новой Швеции созданы Шведско-Американский Исторический музей в Филадельфии, Государственный парк Форт Кристина в Уилмингтоне (штат Делавэр) и Национальный исторический памятник Принтцхоф (Пенсильвания).
По мнению историка Х.А. Бартона, важнейшим последствием создания Новой Швеции стал огромный, стойкий интерес к Америке, который колония пробудила в шведском обществе. Америка воспринималась в качестве «флагмана» либерализма и гражданских свобод и стала идеалом для свободомыслящих шведов. Их восхищение Америкой было связано с представлениями о «золотом веке» Швеции и нордическими идеалами древности. По общему мнению, в Новом Свете шведы могли вновь обрести свои «вечные ценности», утраченные под влиянием извне. Подобные идеи служили основной пищей для шведской (а позднее — шведско-американской) дискуссии об Америке, хотя так называемые «вечные ценности» со временем менялись. В XVII и XVIII вв. шведы, выступавшие за бо́льшую свободу вероисповедания, видели в Америке образец для подражания. Акцент сместился с религии на политику в XIX веке, когда либерально настроенные представители шведского общества c восхищением наблюдали за развитием республики и гражданских свобод в США. В начале XX столетия Шведско-Американская мечта, наконец-то, обрела своё выражение в концепции «социального государства», ответственного за благополучие своих граждан.
Шведские дебаты об Америке до XIX века, большей частью, оставались в плоскости теории, поскольку очень немногие шведы в ту пору имели опыт жизни в Америке. Эмиграция была незаконной, а население рассматривалось в качестве «богатства нации». Однако, между 1750 и 1850 гг. численность населения Швеции удвоилась, тогда как темпы экономического развития страны были существенно ниже. Подобная диспропорция вызывала в обществе опасения перенаселения, основанные на влиятельной в то время теории Мальтуса. В 1830-е законы против эмиграции были отменены.

## XIX век

### Начало массовой европейской эмиграции: «спрос и предложение»
«Пионерами» крупномасштабной эмиграции из Европы в США в XIX веке выступили Великобритания, Ирландия и Германия, за которыми, после 1850 года, последовали государства Скандинавии и, в свою очередь, страны Центральной и Южной Европы. Исследование движущих сил столь массовой европейской эмиграции основано на сложных статистических методах.
Одной из теорий, получивших широкое распространение, стал проведённый в 1926 году Х. Джеромом анализ так называемых «пушпульных факторов» (иначе — факторов «спроса и предложения») — побудительных мотивов эмиграции, действовавших со стороны США и Европы, соответственно. Джером обнаружил, что изменения в масштабах миграции в большей степени были сопряжены с экономической ситуацией в Америке, из чего сделал следующий вывод: «спрос» действовал сильнее «предложения». Заключения Джерома ныне поставлены под сомнение, но по-прежнему служат основой для многих работ по данной проблеме.
Пути развития эмиграции в Скандинавских странах существенно различались. Массовая эмиграция из региона началась в Норвегии и на протяжении всего века оставалась самой значительной в Европе. Швеция включилась в этот процесс в начале 1840-х гг., заняв в итоге третье место по числу переселенцев в США (после Ирландии и Норвегии). Гораздо меньшее развитие получила датская эмиграция, тогда как исландская характеризовалась поздним стартом, вскоре, впрочем, достигнув показателей, сопоставимых с норвежскими. Массовую эмиграцию из Финляндии, начавшуюся не ранее конца 1880-х, обычно рассматривают в рамках восточноевропейской волны.

### Путешествие через Атлантику

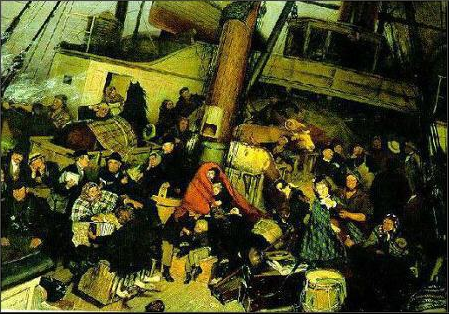
Эмигранты — картина художника Кнута Эквалла (1843–1912)

Первые эмигранты из Европы добирались до Америки в трюмах торговых парусников. С наступлением эпохи пара, к концу 1860-х, возникла эффективная система трансатлантических пассажирских перевозок. Основу её составляли огромные океанские лайнеры, операторами которых выступали международные судоходные компании, такие, как Cunard Line, White Star Line и Inman Line. Скорость и пассажировместимость гигантских пароходов способствовали удешевлению билетов. Многие маршруты, обслуживаемые транспортными компаниями, начинались в шведских портах Стокгольма, Мальмё и Гётеборга; некоторые из них отличались сложностью и включали в себя переезд через море и путешествие по суше к очередному порту. К примеру, Северо-Германские транспортные агентства использовали регулярное пароходное сообщение между Стокгольмом и Любеком для переправы шведских эмигрантов в Германию, с последующей перевозкой их по железной дороге в Гамбург или Бремен. Здесь путешественники могли взять билет до британских Ливерпуля или Саутгемптона, служивших портами отправления для великих трансатлантических лайнеров. Впрочем, большинство шведских переселенцев предпочитали морской путь из Гётеборга в Кингстон-апон-Халл (Великобритания), откуда паровоз доставлял их в Ливерпуль.
К концу XIX века на службе у крупнейших пароходных компаний состояли агенты, вербовавшие эмигрантов в Швеции, и хорошо налаженная пропагандистская машина. Основная часть агитационных материалов, таких, как рекламные буклеты, листовки, производилась в США.     
Консервативные шведские элиты, напуганные оттоком из страны сельскохозяйственных рабочих, всё чаще обвиняли пароходства в подрывной деятельности. В Швеции XIX века обвинения транспортных компаний в повальной эмиграции стали одним из стереотипов, однако современные историки по-разному оценивают реальное значение подобных факторов. Brattne и Åkerman изучили рекламные кампании и снижение цен на билеты как возможную третью силу наряду со «спросом» и «предложением». Согласно выводам исследователей, ни реклама, ни ценообразование не оказывали на шведскую эмиграцию определяющего влияния. Хотя компании с неохотой открывают свои архивы, на основании доступных для изучения данных можно предположить, что цены на билеты упали в 1880-х гг., но в дальнейшем сохранялись на высоком уровне благодаря ценовой политике картелей. С другой стороны, Бартон отмечает, что стоимость путешествия через Атлантику резко подешевела между 1865 и 1890 гг., что подталкивало менее обеспеченных шведов к эмиграции. Исследования Brattne и Åkerman показали, что буклеты, рассылавшиеся агентами пароходств, не столько приукрашивали жизнь в Новом Свете, сколько описывали удобства и преимущества отдельно взятой компании. Американские реалии изображались, в целом, достоверно; общие советы эмигрантам давались сжато, но информативно.

### Середина XIX столетия

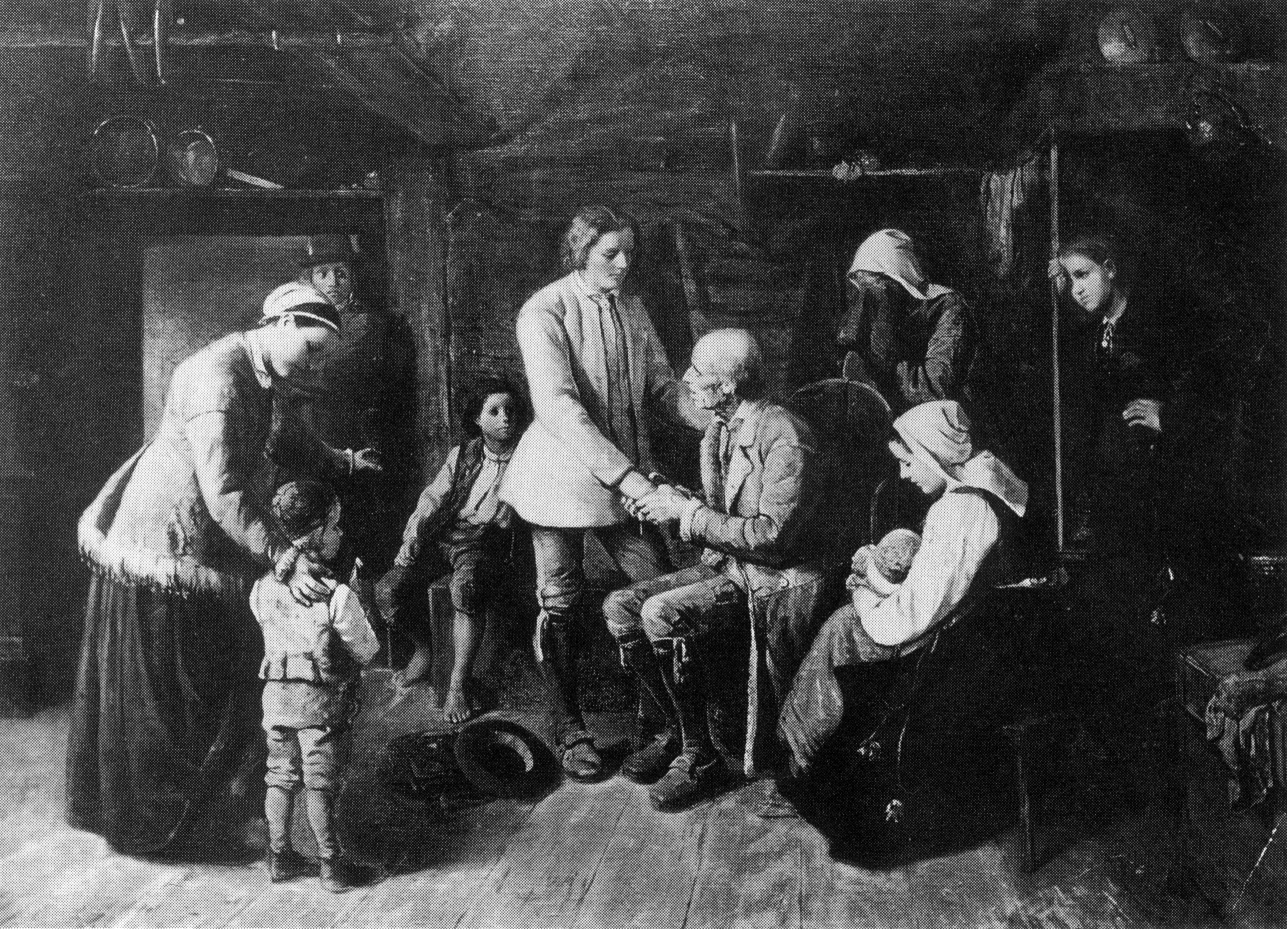
Эмигранты кисти С.В. Хеландера (1839–1901): юный фермер сдержанно прощается с близкими.

Массовая шведская эмиграция началась с отъезда из Уппсальского университета выпускника последнего, Густава Унония (1810–1902), вместе с его женой, служанкой и двумя студентами. В 1841 году эта небольшая группа основала поселение, названное ими Новая Уппсала, на территории графства Уокиша (ныне штат Висконсин), и с энтузиазмом первопроходцев начала освоение девственных земель «в одной из прекраснейших долин, какую только мог предложить этот мир». Перебравшись в Чикаго, Уноний вскоре разочаровался в американской действительности, однако его восторженные отчёты о простой и достойной жизни пионера, опубликованные в либеральной газете Aftonbladet, уже обратили внимание шведов на запад.
Рост шведской эмиграции был обусловлен экономическими, политическими и религиозными причинами, которые, в первую очередь, затрагивали крестьянство. В Швеции рост населения и частые неурожаи лишь усугубляли ситуацию, при которой 3/4 населения кормилось за счёт крошечных земельных наделов. В особенно тяжёлом положении оказались жители Смоланда — провинции, ставшей «средоточием» эмиграции. В этом плане американский Средний Запад являл собой полную противоположность Смоланду, о чём в 1842 году сообщал Уноний: «[сей регион] более, чем любое другое место на Земле, похож на идеал, уготованный природой для счастья и удобства человека». В прериях Дикого Запада земли было в избытке; почвы были глинистыми, а участки находились в собственности правительства. С 1848 г. эти территории продавались скваттерам по $1,25 за акр ($28 за акр, или $69 за гектар, по состоянию на 2012 год), на основании Акта о преимущественном праве фермеров на покупку государственной земли (позднее заменён Законом о гомстедах). Недорогая и плодородная земля Иллинойса, Айовы, Миннесоты и Висконсина непреодолимо тянула к себе безземельных и разорённых европейских крестьян. Привлекала она и более удачливых фермеров.
Не менее притягательными оказались и политические свободы. Уровень грамотности шведских крестьян был одним из самых высоких в Европе; неудивительно, что сельскому населению Швеции стали известны радикальные идеи (равноправия и проч.), под знаменем которых прошли европейские революции 1848 года. Противоречия между шведским либерализмом и консервативным монархическим режимом ещё более пробуждали интерес к политике в среде обездоленных, многие из которых надеялись реализовать свои республиканские идеалы в США.
Представители независимых от государственной церкви христианских общин негодовали на отношение к ним со стороны религиозных властей. Конфликты между прихожанами Шведской лютеранской церкви и новыми церквями были наиболее взрывоопасными в сельской местности, где приверженцы вторых развили бурную деятельность, находясь, при этом, в поле зрения местных правоохранительных органов и пастора. До того, как в 1809 году негосударственные церкви получили определённые права, ограничение «незаконных» форм
богослужения и вероисповедания часто заставляло целые «приходы» покидать страну, с целью создания 
собственных религиозных общин на чужбине. Крупнейшая из таких групп, состоявшая из последователей проповедника Эрика Янссона, основала в конце 1840-х гг. колонию Бишоп-Хилл (Иллинойс).

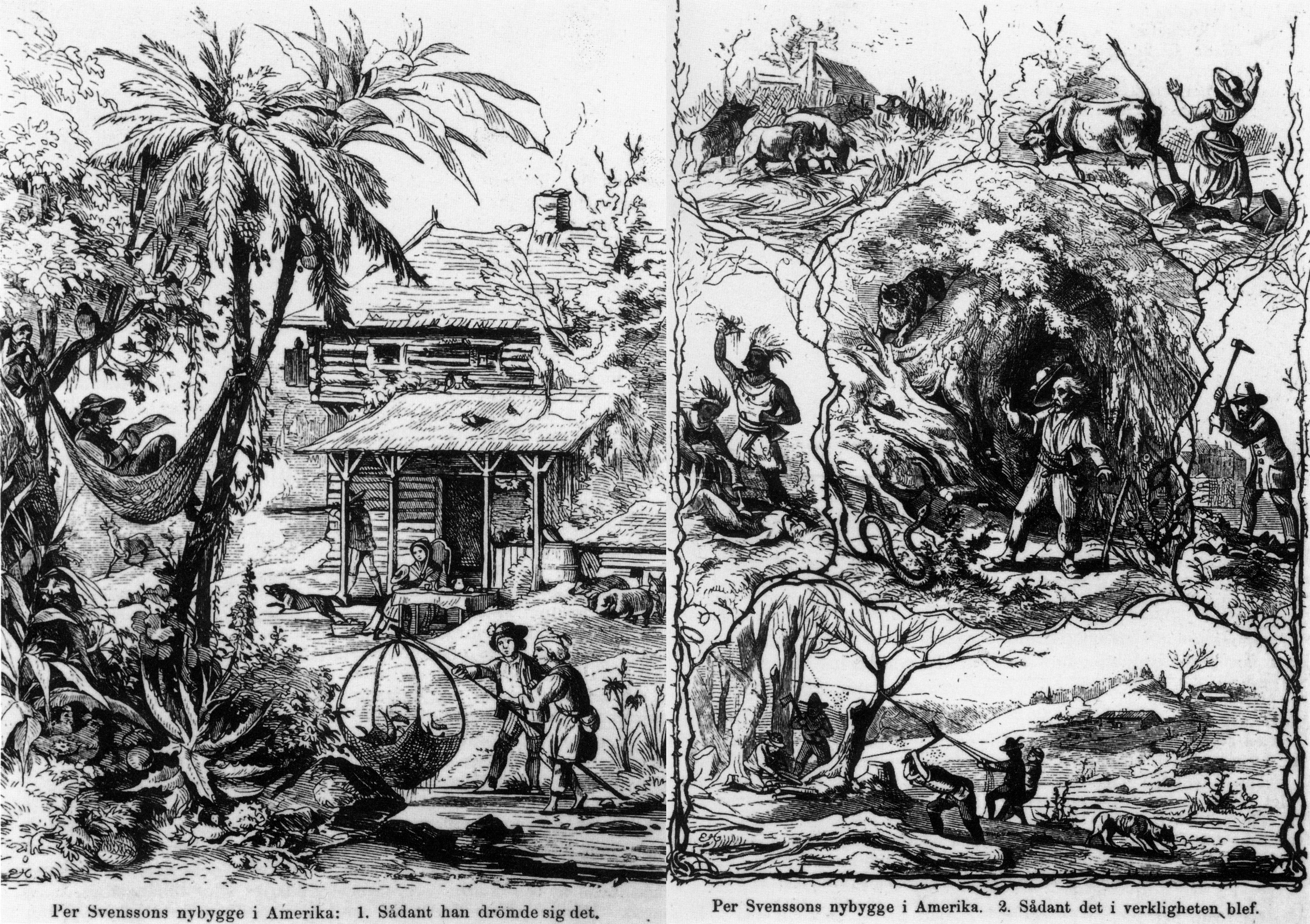
Шведская пропаганда против эмиграции, изображающая «американскую мечту» Пера Свенссона (слева) и действительность, в которой его подстерегают кугуар, огромная змея и индейские «охотники за головами» (справа).

Первый шведский путеводитель для эмигрантов был опубликован в 1841 году, в год отплытия Унония; ещё девять подобных изданий вышли между 1849 и 1855 годами. Агенты компаний рекрутировали крупные группы шахтеров и лесорубов прямо в Швеции. Аналогичным образом вербовали и строителей для американских железных дорог (впервые — в 1854 году), например, для Illinois Central Railroad.
Представители шведского истеблишмента относились к эмиграции крайне негативно. Светскими и духовными властями она воспринималась как «отток рабочей силы» и как своеобразный «бунт» низших классов. В дневниках и воспоминаниях эмигрантов нередко можно встретить описание того, как местное духовенство «стращает» переселенцев «чужеземными еретиками». Консервативная печать обвиняла эмигрантов в отсутствии патриотизма и в «моральной неустойчивости»: «Нет работников более ленивых, безнравственных и равнодушных, чем те, которые перебираются в чужие края». Эмиграция осуждалась как безрассудная «мания» или помешательство, пробуждённое в невежественных массах иностранными агентами. В ответ либеральная пресса заявляла, что «лакеи монархизма» забыли упомянуть о бедственном положении в шведской деревне, как и об отсталости экономических и политических институтов Швеции. «Да, эмиграция, воистину, мания», — с сарказмом писала либеральная «Göteborgs Handels- och Sjöfartstidning», — «Навязчивое желание наесться досыта после работы, доводящей до истощения! Безумная идея прокормить себя и свою семью честным способом!»

## Конец XIX века
Шведская иммиграция в США достигла своего пика в 1870-1900-х гг. Шведско-американская община, размер которой в 1865 году достигал 25.000 чел., увеличивалась с каждым годом. Согласно переписи населения США, к 1890 году численность американцев шведского происхождения составляла более 776.000 чел. Максимальной отметки шведская иммиграция в США достигла в 1869 и в 1887 гг. Большинство из новоприбывших поселились на севере страны. Основную их часть составляли крестьяне, вынужденные покинуть Швецию вследствие катастрофических неурожаев зерновых и устремившиеся в Америку в поисках дешёвой земли. Последнему в немалой степени способствовало принятие в 1862 году закона о гомстедах. Многие эмигранты становились пионерами, расчищая и возделывая девственную землю Среднего Запада и распространяя довоенные поселения дальше на запад, на территории Канзаса и Небраски.